# José Everardo Cristóbal
José Everardo Cristóbal Quirino (* 11. April 1986 in Pátzcuaro) ist ein mexikanischer Kanute und zweifacher Olympiateilnehmer. 
Bei den Kanurennsport-Weltmeisterschaften 2006 gewann er die Goldmedaille im Einer-Canadier über 1000 Meter. Er verwies im ungarischen Szeged in 4:07,855 min dabei überraschend klar den Favoriten Andreas Dittmer (4:10,741) auf den Silberrang, Dritter wurde der Ungar Attila Vajda (4:11,347).
Zum ersten Mal bei Olympia war Cristóbal in Peking 2008. Sein bestes Resultat war ein sechster Rang im Semifinale des Einer-Canadiers über 1000 m. Vier Jahre später in London 2012 gab es in derselben Disziplin in 3:58,673 min für ihn einen 10. Rang. 
Medaillen errang Cristóbal außer bei nationalen Wettbewerben und bei dem WM-Erfolg noch bei Zentralamerika- und Karibikspielen, Panamerikanischen Spielen sowie Panamerikanischen Meisterschaften. 